# James Allen Gähres
James Allen Gähres (Harrisburg, 5 agosto 1943) è un direttore d'orchestra statunitense.

## Biografia
James Allen Gähres ha studiato musica, direzione d'orchestra, composizione e pianoforte al Peabody Conservatorio di Musica di Baltimora, dove è stato assistente musicale della Peabody Symphony Orchestra nel suo ultimo anno, e come borsista Fulbright direzione d'orchestra con Hans Swarowsky presso l'Università per la musica e le arti interpretative a Vienna. Ha completato Master classes con il compositore e direttore d'orchestra italiano Bruno Maderna a Salisburgo.
Ha iniziato la sua carriera di direttore d'orchestra dopo diversi anni come compositore indipendente e pianista nella Germania meridionale. Gähres ha lavorato come direttore d'orchestra in diversi teatri d'opera tedeschi, inclusi dieci anni come direttore principale al Teatro dell'Opera di Hannover, dove ha diretto circa 15 diverse produzioni per stagione. Questo è stato seguito da un impegno di tre anni come primo direttore al Teatro statale di Braunschweig. La sua direzione in Germania includeva anche la direzione della prima rappresentazione assoluta tedesca di Candide di Leonard Bernstein alla Deutsche Oper Berlin su invito di Götz Friedrich. Ha anche lavorato regolarmente con l'Orchestra Sinfonica Giovanile della Bassa Sassonia e l'Orchestra Sinfonica Giovanile Statale della Saarland in tournée in Israele, Spagna, Stati Uniti, Francia, Gran Bretagna e Canada.
James Allen Gähres ha lavorato ripetutamente come direttore ospite alla New York City Opera al Lincoln Center di New York, alla Salle Pleyel di Parigi, al Grande Teatro di Poznań, alla Deutsches Symphonie Orchester Berlin, alla NDR Radiophilharmonie Hannover, all'Orchestra sinfonica della radio bavarese, alla Festival musicale di Heidelberg, e alla Deutsche Oper Berlin, al Teatro dell'Opera di Dortmund, alla Staatsoper Stuttgart a Stoccarda, all'Opera di Stato della Baviera di Monaco di Baviera e al Teatro di San Carlo di Napoli.

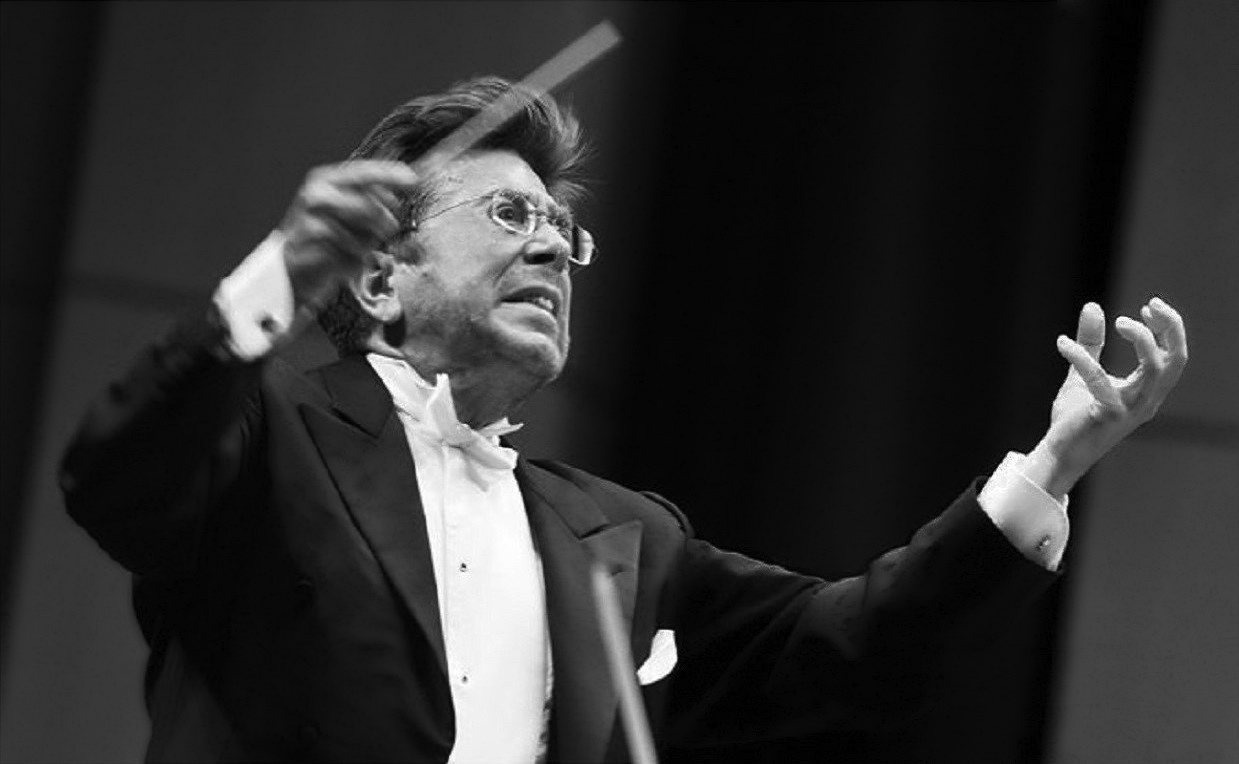
James Allen Gähres dirige un concerto filarmonico

Dal 1994 al 2011, James Allen Gähres è stato Generalmusikdirektor (direttore musicale generale, GMD) al Teatro di Ulma, dove ha diretto diverse produzioni operistiche per stagione. Durante questo periodo ha anche diretto tutti i concerti dell'Orchestra Filarmonica di Ulma, comprese tutte le sinfonie di Ludwig van Beethoven e Johannes Brahms, nonché i concerti per violino e pianoforte di questi compositori. Allo stesso tempo, Gähres era direttore principale dell'Orchestra Filarmonica di Ulma. Il repertorio concertistico di James Allen Gähres comprende, tra l'altro, le opere della prima scuola di Vienna (epoca classica Viennese), la musica del Romanticismo fino al modernismo emotivo di Béla Bartók. Gähres ha debuttato con successo come direttore musicale generale al Teatro di Ulma nel settembre 1994, dirigendo l'opera Il cavaliere della rosa (Der Rosenkavalier) di Richard Strauss. Il soprano Angela Denoke ha cantato il ruolo principale in questa produzione. Questo è stato anche il debutto di Angela Denoke come La marescialla. Il repertorio operistico di Gähres comprende, tra gli altri, le opere di Béla Bartók, Alban Berg, Bizet, Ferruccio Busoni, Umberto Giordano, Mozart, Puccini, Pëtr Il'ič Čajkovskij, Verdi, Wagner, Alexander Zemlinsky e Richard Strauss. Nella sua posizione di direttore musicale generale, ha stabilito la tradizione dei concerti di Capodanno e dei concerti commemorativi di Herbert von Karajan, suonati con l'Orchestra Filarmonica di Ulma. Inoltre, l'etichetta Sound Circle Music (SCM) ha pubblicato più di 15 registrazioni di CD durante il suo periodo come direttore principale, comprese le prime registrazioni dal vivo della Carmen-Suite dopo Bizet, Self-Portrait e Two Tangos di Albéniz di Rodion Ščedrin.

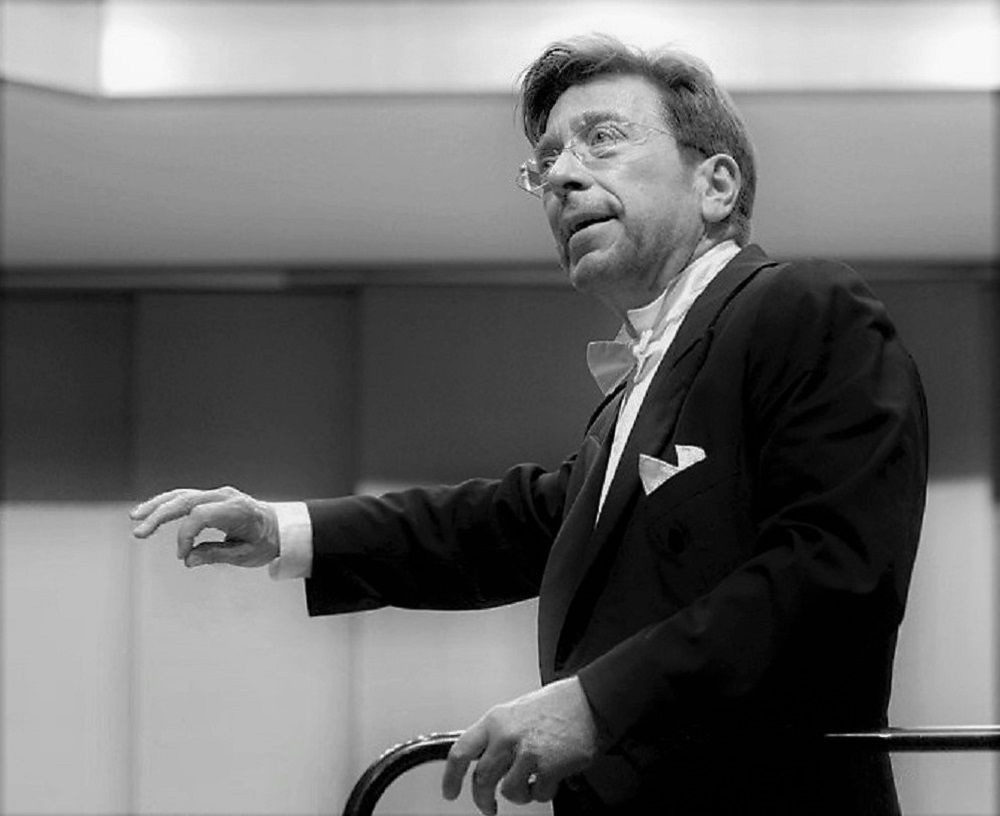
James A.Gähres dopo un concerto della Filarmonica

James Gähres è stato anche direttore ospite dell'Orchestra del Gewandhaus di Lipsia (in tedesco Gewandhausorchester) ne Il flauto magico di Wolfgang Amadeus Mozart all'Opera di Lipsia, al Teatro di Corte di Meiningen, al Teatro di Erfurt, all'Orchestra di Corte di Meiningen a Meiningen, all'Orchestra Sinfonica de Virginia Occidentale a Charleston, dell'Orchestra Filarmonica del Teatro della Bassa Sassonia a Hildesheim, così come al Festival Internacional de Música a La Palma.

## Discografia parziale
- Beethoven, Concerto per pianoforte e orchestra n. 5 "L'Imperatore" - Ulm Philharmonic Orchestra/James Allen Gähres, 1999 SCM
- Beethoven, Sinfonia n. 5 in do minore Op. 67, l'ouverture Coriolano (op. 62) - Ulm Philharmonic Orchestra/James Allen Gähres, 2000 SCM
- Berg, Korngold, R. Strauss, Glück, das mir verblieb ... Wozzeck, Die tote Stadt, Der Rosenkavalier, Angela Denoke, Wolfgang Newerla, Sybille Plocher, Hans Günther Müller-Dotzauer, Wilhelm Eyberg von Wertenegg - Ulm Philharmonic Orchestra/James Allen Gähres, 2000 SCM
- Mozart, Messa di requiem in Re minore K 626, Musica funebre massonica in do minore K 477 - Ulm Philharmonic Orchestra/James Allen Gähres, 2000 SCM
- Musorgskij/Ravel, Quadri di un'esposizione - Ulm Philharmonic Orchestra/James Allen Gähres, 2001 SCM
- Rachmaninov, Danze Sinfoniche, Op. 45 - Ulm Philharmonic Orchestra/James Allen Gähres, 1999 SCM
- Rodion Ščedrin Great moments Vol. 1, First Live Recordings of Carmen Suite after Bizet, Self-portrait and Two tangos by Albéniz - Ulm Philharmonic Orchestra/James Allen Gähres, 2001 SCM
- Wagner, Selezioni da L'anello del Nibelungo - Ulm Philharmonic Orchestra/James Allen Gähres, 2000 SCM
- Concerto di Natale, opere di Bach, Berlin, Händel, Mozart, Prokof'ev, Vaughan Williams - Ulm Philharmonic Orchestra/James Allen Gähres, 2000 SCM
- Angela Denoke: Singer of the Year 1999 - a reminiscence of the years in Ulm, Berg, Janáček, Mozart, R. Strauss, Čajkovskij - Ulm Philharmonic Orchestra/James Allen Gähres, 2000 SCM
- Neujahrskonzerte/New Year's Concerts/Concerti di Capodanno, Sul bel Danubio blu, opere di Johann Strauss (figlio) - Ulm Philharmonic Orchestra/James Allen Gähres, 2000 SCM
- Neujahrskonzert/New Year's Concert 2001/Concerto di Capodanno (Live) - Ulm Philharmonic Orchestra/James Allen Gähres, 2001 SCM
- Neujahrskonzert/New Year's Concert 2004/Concerto di Capodanno (Live) - Ulm Philharmonic Orchestra/James Allen Gähres, 2004 SCM
- Concerti sinfonici, opere di Berlioz, Brahms, Charles Ives, Sibelius, Richard Strauss, Tchaikovsky, Angela Denoke (soprano), Tamás Füzesi (violin) - Ulm Philharmonic Orchestra/James Allen Gähres, 2000 SCM
- Leo Nucci canta Verdi and Leoncavallo, Herbert von Karajan Memorial concert - Ulm Philharmonic Orchestra/James Allen Gähres, 2003 SCM